# لاوالتری، کبک
لاوالتری (به فرانسوی: Lavaltrie) شهرکی در منطقه شهری دوتره ناحیه لانودییر در استان کبک کانادا است. در سرشماری سال ۲۰۱۱ این شهرک ۱۲٬۲۹۴ نفر جمعیت داشته‌است و مساحت آن ۶۸٫۶۱ کیلومتر مربع است.